# سالي ريان
سالي ريان (بالإنجليزية: Sally Ryan)‏ هي نحّاتة أمريكية، ولدت في 1916 في نيويورك في الولايات المتحدة، وتوفيت في 1968 في لندن في المملكة المتحدة بسبب سرطان الحنجرة.